# Спаљивање (филм)
Спаљивање (енгл. The Burning) је амерички слешер хорор филм из 1981. године, редитеља Тонија Мејлема са Брајаном Метјузом, Лијом Ајрес, Брајаном Бекером, Џејсоном Александером, Луом Дејвидом и Холи Хантер у главним улогама. Познати техничар за специјалне ефекте, Том Савини, је такође радио на овом филму. Радња прати дешавања у летњем кампу, где се бивши чувар, по имену Кропси, свети камперима који су га запалили пре пет година. 
Спаљивање има много сличности са Петком тринаестим, који је објављен годину дана раније, због чега га многи погрешно представљају као копију овог филма. Међутим, Спаљивање је ушло у фазу предпродукције већ 1979, када Петак тринаести још није био ни у плану, што потврђује да се не ради о копирању. Интересантно је да је Том Савини, који је такође радио специјалне ефекте за Петак тринаести, одбио да ради на наставку, Петак тринаести 2, како би радио на овом филму.
Филм је премијерно приказан 8. маја 1981. Иако није успео да оствари велику зараду као други слешери тог времена, филм је постао култни класик и добио је позитивне оцене критичара. Поготово је препознатљива сцена масакра на сплаву, на којој је највише радио Савини. Неуспех на благајнама проузроковао је да филм никада не добије наставак, иако је крај оставио простора за њега.

## Радња
Једне ноћи у летњем кампу „Блекфут”, група кампера приређује шалу чувару кампа по имену Кропси, тако што стављају лобању са свећама поред његовог кревета. Када се пробуди, престрављени Кропси обара лобању која пада на његов кревет, а свеће изазивају пожар који захвата и њега. Како би се спасао Кропси скаче у оближњу реку. Упркос тешким опекотинама, он преживљава.
Пет година касније, Кропси је пуштен из болнице упркос неуспешној операцији трансплантације коже. Он облачи капут како би прикрио свој деформитет и враћа се у летњи камп по своју освету. Тод, један од кампера који је спалио Кропсија, у међувремену је постао лидер истог кампа и биће главна Кропсијева мета...

## Улоге
| Глумац            | Улога   |
| ----------------- | ------- |
| Брајан Метјуз     | Тод     |
| Лија Ајрес        | Мишел   |
| Брајан Бекер      | Алфред  |
| Лу Дејвид         | Кропси  |
| Лари Џошуа        | Глејзер |
| Џејсон Александер | Дејв    |
| Нед Ајзенберг     | Еди     |
| Карик Глен        | Сали    |
| Каролин Хулихан   | Карен   |
| Фишер Стивенс     | Вудсток |
| Холи Хантер       | Софи    |
| Шели Брус         | Тајгер  |
| Сара Чодоф        | Барбара |
| Бони Дероски      | Марни   |
| Кеви Кендел       | Дијана  |
| Вили Рил          | Пол     |
| Џејмс ван Верт    | Џејми   |